# 斯瓦塔馬倫山

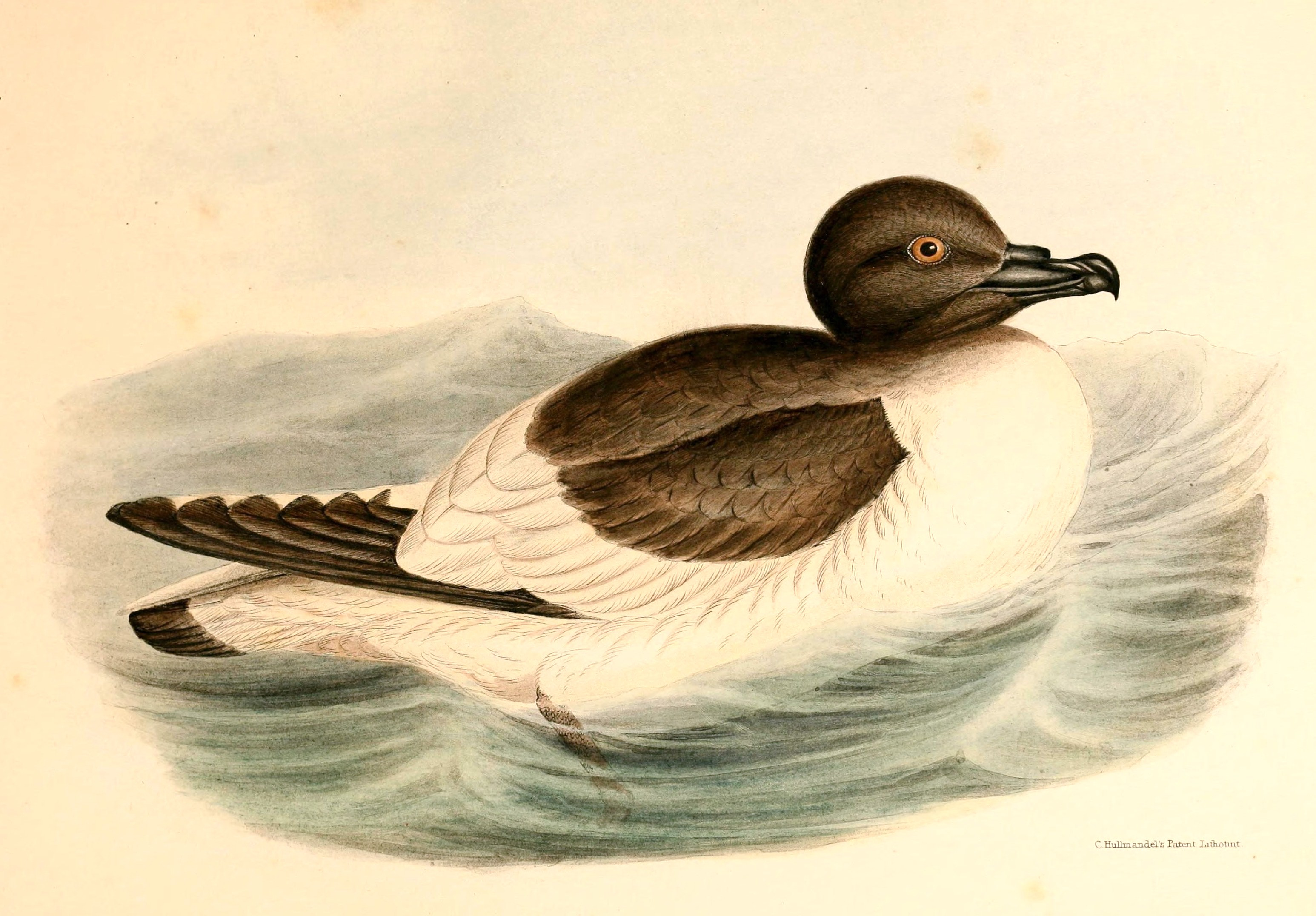

斯瓦塔馬倫山是南極洲的山峰，位於東部南極洲的毛德皇后地，屬於穆利格-霍夫曼山脈的一部分，由挪威的製圖師根據測量和空中照片繪入地圖。
71°54′S 5°10′E / 71.900°S 5.167°E